# 滋賀県道294号五番領安井川線
滋賀県道294号五番領安井川線（しがけんどう294ごう ごばんりょうやすいがわせん）は、滋賀県高島市を通る一般県道である。

## 概要
高島市安曇川町五番領から高島市新旭町安井川に至る。
県道の途中に安曇川が流れ、常安橋が架かる。以前の常安橋は乗用車が何とか離合できる程度の幅員しかなく、歩道は橋の所々にベランダのように追加で設置されるなど整備がされておらず、さらに9 tの重量制限もあるなど多くの問題があったため、掛け替えが行われ、2021年（令和3年）4月24日に（新）常安橋を含む新道1.5 kmが開通した。

### 路線データ
- 起点：高島市安曇川町五番領（福井県道・滋賀県道23号小浜朽木高島線交点）
- 終点：高島市新旭町安井川（滋賀県道558号高島大津線交点）
- 総延長：1.4 km

## 路線状況

### 道路施設

#### 橋梁
- 常磐木橋（延長96.9 m[1]、安曇川、高島市）
- 新常安橋（延長248.7 m[1]、安曇川、高島市）

## 地理

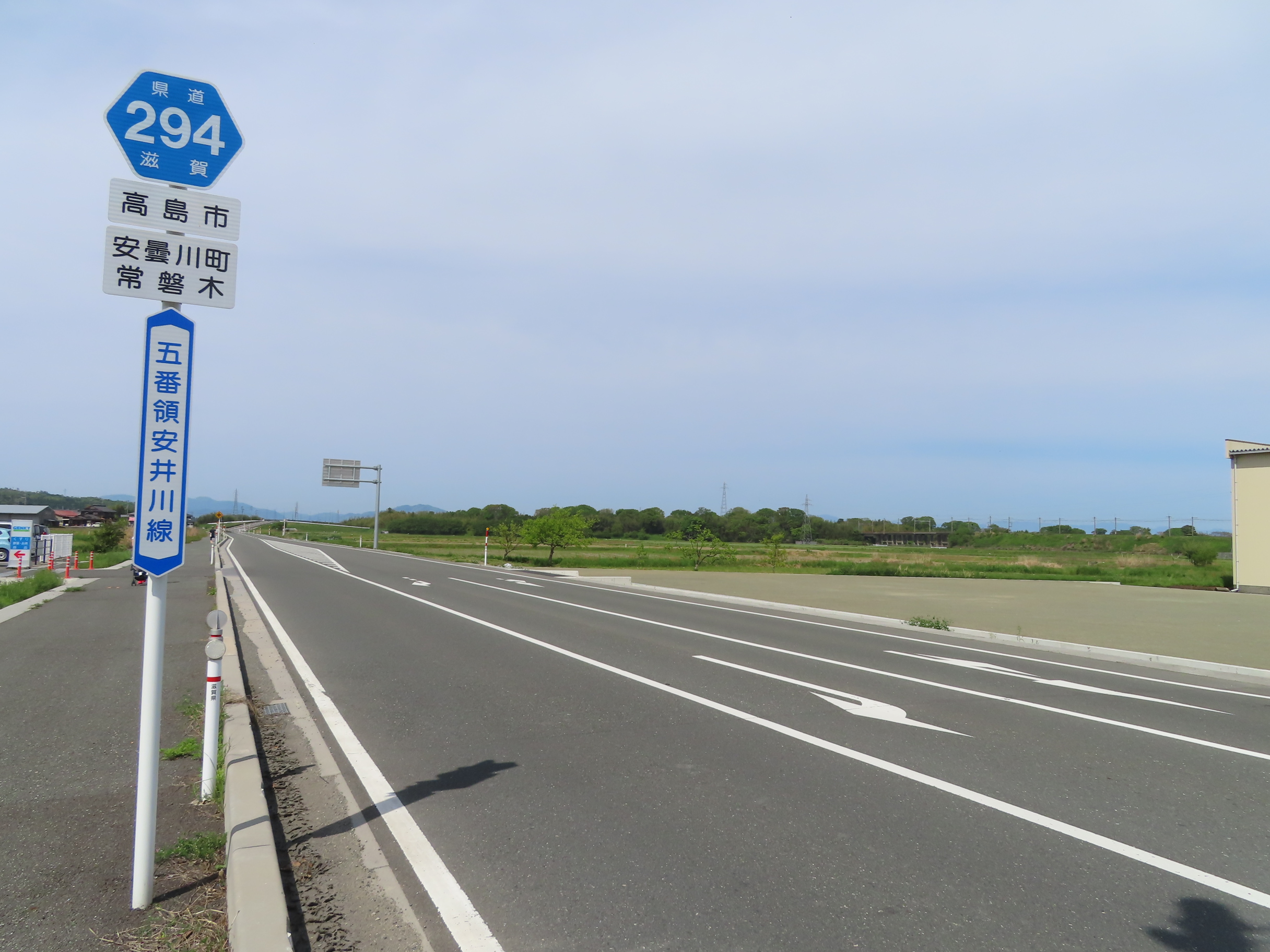
高島市安曇川町常盤木

### 通過する自治体
- 高島市

### 交差する道路
| 交差する道路                         | 交差する場所   | 交差する場所 |
| ------------------------------------ | -------------- | ------------ |
| 福井県道・滋賀県道23号小浜朽木高島線 | 安曇川町五番領 | 起点         |
| 滋賀県道558号高島大津線              | 新旭町安井川   | 終点         |

### 沿線
- 湖西自動車教習所
- 妙敬寺